# Галерея Конфедеративного центра искусств
Галерея Конфедеративного центра искусств (англ. Confederation Centre Art Gallery, фр. Musée d'art du Centre de la Confédération) — художественный музей, входящий в состав Конфедеративного центра искусств в Шарлоттауне (остров Принца Эдуарда, Канада). Павильон художественного музея занимает северо-восточную часть комплекса Конфедеративного центра искусств и включает в себя семь выставочных залов площадью 3250 квадратных метров.
Художественный музей был открыт в честь основателей Конфедерации в октябре 1964 года вместе с остальной частью Конфедеративного центра искусств. Постоянная коллекция художественного музея насчитывает более 17 000 работ, в основном канадских художников. В его выставочных залах круглый год проводятся выставки на тему истории и современного искусства, а также специальные мероприятия, публичные лекции и образовательные программы.

## История
Конфедеративный центр искусств был построен в 1963—1964 годах в память об отцах Конфедерации. Построенный в бруталистском стиле монреальской фирмой Affleck, Desbarats, Lebensold, Michaud & Sise, он рассматривался как «прототип программы строительства к столетию Канадской конфедерации, побуждающей другие провинции и города задуматься о более долговечном памятнике дате». Федеральное правительство выделило 2,8 миллиона канадских долларов, в то время как правительства провинций выделили по 0,15 канадских долларов на каждого жителя в своих провинциях. 6 октября 1964 года исполнилось 100 лет со дня Шарлоттаунской конференции, Центр искусств Конфедерации был открыт королевой Елизаветой II. Центр искусств Конфедерации включал в себя художественную галерею и несколько площадок для занятий исполнительским искусством. Формально центр принадлежит федеральному и провинциальному правительствам Канады, хотя правительство острова Принца Эдуарда выступает в качестве его попечителя.
После расследования, проведенного в середине 2010-х годов в отношении нескольких работ из своей постоянной коллекции, музей исправил принадлежность нескольких работ своему верному художнику, Кэролайн Луизе Дейли. Двухлетнее расследование этого вопроса музеем было начато в 2014 году вскоре после того, как ему сообщила об этом правнучка Дейли, которая узнала ее подпись на одной из работ. После внесения исправлений музей организовал выставку, на которой были представлены работы Дейли.

## Архитектура
Здание галереи расположено в центральном деловом районе Шарлоттауна, к западу от Провинс-хаус. Художественный музей является частью более крупного комплекса зданий Конфедеративного центра искусств, который также включает в себя публичную библиотеку, ресторан, театр исполнительских искусств на 1102 места, два театра-студии и несколько мест для проведения мероприятий. Здание в стиле брутализма, спроектированное фирмой Affleck, Desbarats, Lebensold, Michaud & Sise, было построено в 1963-1964 годах. По проекту Димитри Димакопулоса, снаружи здание представляет собой железобетонный каркас, облицованный сплошной стеной из гладкого песчаника. 30 июня 2003 года, все сооружение было объявлено Национальной исторической достопримечательностью Канады.
Здание состоит из четырех составных павильонов, которые вместе образуют единое строение; однако их внешний вид был спроектирован таким образом, чтобы визуально отличаться друг от друга, создавая впечатление, что павильоны являются отдельными. Трое из этих павильонов расположены в форме буквы U вокруг четвертого павильона под названием «Мемориальный зал»; художественная галерея расположена в северо-восточном павильоне комплекса зданий U-образной формы.
Павильон художественной галереи состоит из трех этажей и имеет низкую геометрическую форму, которая используется во всем здании. Он включает в себя семь выставочных залов площадью более 3250 квадратных метров, учебное заведение под названием Семейная студия Шурманов, современную площадку для скульптур под открытым небом, лабораторию консервации, подготовительную мастерскую, административные офисы, а также помещения для временного и постоянного хранения коллекций. В павильон художественного музея есть две точки доступа: вход с южной стороны, который обеспечивает доступ изнутри к другим павильонам Центра искусств Конфедерации, и вход с северной стороны, который обеспечивает доступ снаружи.

## Постоянная экспозиция
По состоянию на июнь 2017 года собрание художественного музея насчитывает более 17 000 работ канадских художников. Постоянная коллекция была сформирована в 1964 году с целью показа канадского изобразительного искусства, которая отражает канадскую идентичность, происхождение и эволюцию страны.
Коллекция содержит цифровые медиа-презентации, рисунки, инсталляции, живопись, фотографию, гравюры, скульптуры. Большинство единиц коллекции представляют собой произведения современного искусства; хотя есть и работы XIX и начала XX веков, в том числе работы Фанни Амелии Бейфилд, Кэтлин Дейли, Корнелиуса Кригхоффа и Джорджа Пеппера. Собрание музея включает в себя специализированные разделы, такие как коллекция настенных росписей Конфедерации, в которую входят работы Жан-Поля Лемье и Джейн Эш Пойтрас, а также работы представителей коренных народов Канады, в том числе Роберта Хоула.
Постоянная коллекция музея также включает в себя особый исторический отдел, включающий специализированную исследовательскую коллекцию работ Роберта Харриса, и коллекцию Люси Мод Монтгомери, состоящую из шестнадцати рукописей романов автора. В коллекции изящных искусств Expo 67 представлены работы, сделанные для Всемирной выставки 1967 года.